# Liste der denkmalgeschützten Objekte in Allerheiligen bei Wildon
Die Liste der denkmalgeschützten Objekte in Allerheiligen bei Wildon enthält die 9 denkmalgeschützten, unbeweglichen Objekte der Gemeinde Allerheiligen bei Wildon im steirischen Bezirk Leibnitz.

## Denkmäler
| Foto |                 | Denkmal                                                                             | Standort                                                     | Beschreibung | Metadaten |
| ---- | --------------- | ----------------------------------------------------------------------------------- | ------------------------------------------------------------ | --- | --- |
| ja   | Datei hochladen | Pfarrhof HERIS-ID: 67460 Objekt-ID: 80416                                           | Allerheiligen bei Wildon 125 Standort KG: Allerheiligen      | | BDA-Hist.: Q38116718 Status: § 2a Stand der BDA-Liste: 2025-06-30 Name: Pfarrhof GstNr.: .18/2                                                                                |
| ja   | Datei hochladen | Kriegergedächtniskapelle HERIS-ID: 67465 Objekt-ID: 80421                           | Allerheiligen bei Wildon 240 Standort KG: Allerheiligen      | | BDA-Hist.: Q38116767 Status: § 2a Stand der BDA-Liste: 2025-06-30 Name: Kriegergedächtniskapelle GstNr.: .18/1                                                                |
| ja   | Datei hochladen | Schloss Herbersdorf HERIS-ID: 42122 Objekt-ID: 42704                                | Allerheiligen bei Wildon 51 Standort KG: Allerheiligen       | Das Schloss Herbersdorf auf einem steilen, teils künstlichen Hügel wurde um 1660 von Domenico Rossi neu gebaut. Der geschlossene, drei- bis viergeschoßige Bau um einen rechteckigen Innenhof ist mit mehreren Türmen bewehrt. Das oberste Geschoß und die Wohnräume wurden nach 1800 umgestaltet. | BDA-Hist.: Q38002915 Status: Bescheid Stand der BDA-Liste: 2025-06-30 Name: Schloss Herbersdorf GstNr.: .1/1 Schloss Herbersdorf                                              |
| ja   | Datei hochladen | Bildstock HERIS-ID: 67494 Objekt-ID: 80453                                          | Allerheiligen bei Wildon 126, bei Standort KG: Allerheiligen | | BDA-Hist.: Q38116836 Status: § 2a Stand der BDA-Liste: 2025-06-30 Name: Bildstock GstNr.: 1628/3                                                                              |
| ja   | Datei hochladen | Flur-/Wegkapelle Nierath HERIS-ID: 67499 Objekt-ID: 80459                           | Standort KG: Allerheiligen                                   | | BDA-Hist.: Q38116843 Status: § 2a Stand der BDA-Liste: 2025-06-30 Name: Flur-/Wegkapelle Nierath GstNr.: .75/2                                                                |
| ja   | Datei hochladen | Kath. Pfarrkirche Allerheiligen und Kirchhofportal HERIS-ID: 50959 Objekt-ID: 56488 | Standort KG: Allerheiligen                                   | Die Pfarrkirche wurde 1218 für die Burgsiedlung (aus der sich der Ort Allerheiligen entwickelte) begründet. Vom spätgotischen Bau von 1448 ist noch der Chor und der Turmunterbau mit Portal erhalten. Der Rest der Kirche wurde 1717–1720 neu gebaut. Das Langhaus ist dreijochig und geht in einen 3/8-Chorschluss über. Im Osten ist eine ebenfalls noch gotische Chorkapelle mit Sternrippengewölbe angebaut. An der Westseite befindet sich ein quadratischer Turm mit gegliedertem Zwiebelhelm. Die Innenausstattung ist aus dem 18. Jahrhundert, darüber hinaus befinden sich im Inneren drei Epitaphe aus dem 16. Jahrhundert. | BDA-Hist.: Q15840282 Status: § 2a Stand der BDA-Liste: 2025-06-30 Name: Kath. Pfarrkirche Allerheiligen und Kirchhofportal GstNr.: .18/1 Pfarrkirche Allerheiligen bei Wildon |
| ja   | Datei hochladen | Figurenbildstock hl. Johannes Nepomuk HERIS-ID: 67523 Objekt-ID: 80496              | Allerheiligen bei Wildon 51, bei Standort KG: Allerheiligen  | Die Steinstatue des hl. Johannes von Nepomuk bei der Einfahrt zum Schloss ist mit 1739 bezeichnet. | BDA-Hist.: Q38116885 Status: Bescheid Stand der BDA-Liste: 2025-06-30 Name: Figurenbildstock hl. Johannes Nepomuk GstNr.: .1/1                                                |
| ja   | Datei hochladen | Hügelgräberfeld Feiting HERIS-ID: 40583 Objekt-ID: 40549                            | Feiting Standort KG: Feiting                                 | Das römerzeitliche Hügelgräberfeld besteht aus etwa 80 Grabhügel. | BDA-Hist.: Q37995351 Status: Bescheid Stand der BDA-Liste: 2025-06-30 Name: Hügelgräberfeld Feiting GstNr.: 143/4, 789/1, 790/2, 789/2, 790/1                                 |
| ja   | Datei hochladen | Storch'n-Kapelle HERIS-ID: 45216 Objekt-ID: 46136                                   | Großfeiting 28, in der Nähe Standort KG: Feiting             | | BDA-Hist.: Q38014290 Status: Bescheid Stand der BDA-Liste: 2025-06-30 Name: Storch'n-Kapelle GstNr.: .98                                                                      |